# BK AŠK Inter Bratislava
BK AŠK Inter Bratislava je slovenský basketbalový klub hrající slovenskou extraligu. Domácí zápasy hraje klub ve sportovní hale Inter Hala Pasienky. Klub byl založen v roce 1962, ale až v roce 1963 se Inter přihlásil do třetí nejvyšší soutěže. Inter postoupil do 2. československé ligy v roce 1967. Historicky první postup do 1. československé ligy Inter zaznamenal v roce 1970. Inter v první sezóně doplatil na nováčkovskou daň a spadl z posledního místa do 2. ligy. Ovšem následující sezónu Inter vyhrál I. SNL a postoupil zpět mezi elitu. V sezóně 1973/1974 Inter zaznamenal druhý a poslední sestup v historii československé ligy. Ve stejný rok Inter vyhrál poprvé v historii slovenský pohár, ve kterém zdolal Iskru Svit. Inter si zahrál s vítězem českého poháru Slavii VŠ Praha o československý pohár. Inter nad Slavii prohrál a musel se spokojit se stříbrnou medailí. Sezónu 1974/1975 klub strávil ve 2. lize, kterou vyhrál a potřetí postoupil do 1. ligy.
V roce 1979 se Inter radoval z prvního mistrovského titulu. Titul vybojovali pro Inter hráči Kropilák, Padrta, Kotleba, Rajniak, Bojanovský, Sedlák, Mašura, Plesník, Hagara, Považanec a Kevenský. Následující sezónu klub vyhrál druhý titul, ale už bez Padrty. Pod vedením trenéra Reháka, Inter získal ještě dva tituly a to v letech 1983 a 1985. V předposledním ročníku československé ligy se Inter ocitl na posledním nesestupovém místě. Poslední ročník čs. ligy Inter zakončil na 5. místě.
Dva hráči Interu Bratislava získali ocenění nejlepší basketbalista Československa a to Oto Matický třikrát (1987, 1988, 1989) a Stanislav Kropilák celkem pětkrát (1979, 1980, 1982, 1983, 1985). Kropilák byl oceněn také zařazením do výběru juniorů Evropy v roce 1974 na turné do USA a zejména zařazením osmkrát do výběru Evropy na FIBA Festivals a exhibiční utkání v letech 1981 až 1987.
V první sezóně samostatné slovenské ligy se Inter umístil na 4. místě. O rok později se Inter radoval z prvního a prozatím posledního titulu v nejvyšší slovenské soutěži. Po odchodu několika hráčů do úspěšného Pezinku a nepříliš úspěšné sezóně 1996/97, přinesl změnu až navrát Ľ. Urbana, pod kterým Inter získal prvně bronzovou a následně dvě stříbrné medaile.

## Historické názvy
- 1963 – TJ Slovnaft Bratislava
- 1966 – TJ Internacionál Bratislava
- 1968 – TJ Internacionál Bratislava Slovnaft
- 1986 – TJ Internacionál ZŤS Bratislava
- 1990 – TJ Inter Slovnaft Bratislava
- 1991 – BK AŠK Inter Slovnaft Bratislava
- 2005 – BK AŠK Inter Bratislava

## Soupiska pro sezónu2012–2013
- Peter Sedmák
- Goran Bulatovič
- Nenad Miloševič
- Jakub Novysedlák
- Michal Rosival
- Marlon Garnett
- Jaroslav Musil
- Tomáš Ďurana
- Andrej Kuffa
- Richard Urland
- Justin Graham
- Alando Tucker
- Martin Rančík
- Robert Skibniewski
- Matúš Lüley

## Umístění
| sezóna  | jméno v ročníku         | soutěž      | ZČ        | play-off                     |
| ------- | ----------------------- | ----------- | --------- | ---------------------------- |
| 2010/11 | BK AŠK Inter Bratislava | Extraliga   | 10. místo |                              |
| 2011/12 | BK AŠK Inter Bratislava | Mattoni NBL | 13. místo | skupina o udržení - 3. místo |
| 2012/13 | BK AŠK Inter Bratislava | Extraliga   | 1. místo  | semifinále                   |